# Lista de finais para cadeirantes do Torneio de Roland Garros
Esta é a lista de finais para cadeirantes do Torneio de Roland Garros.

## Por ano

### Simples

#### Masculinas
| Ano  | Campeão           | Vice-campeão      | Resultado      |
| ---- | ----------------- | ----------------- | -------------- |
| 2024 | Tokito Oda        | Gigi Fernández    | 7–5, 6–3       |
| 2023 | Tokito Oda        | Alfie Hewett      | 6–1, 6–4       |
| 2022 | Shingo Kunieda    | Gustavo Fernández | 6–2, 7–5       |
| 2021 | Alfie Hewett      | Shingo Kunieda    | 6–3, 6–4       |
| 2020 | Alfie Hewett      | Joachim Gérard    | 6–4, 4–6, 6–3  |
| 2019 | Gustavo Fernández | Gordon Reid       | 6–1, 6–3       |
| 2018 | Shingo Kunieda    | Gustavo Fernández | 7–65, 6–0      |
| 2017 | Alfie Hewett      | Gustavo Fernández | 0–6, 7–69, 6–2 |
| 2016 | Gustavo Fernández | Gordon Reid       | 7–64, 6–1      |
| 2015 | Shingo Kunieda    | Stéphane Houdet   | 6–1, 6–0       |
| 2014 | Shingo Kunieda    | Stéphane Houdet   | 6–4, 6–1       |
| 2013 | Stéphane Houdet   | Shingo Kunieda    | 7–5, 5–7, 7–65 |
| 2012 | Stéphane Houdet   | Shingo Kunieda    | 6–2, 2–6, 7–66 |
| 2011 | Maikel Scheffers  | Nicolas Peifer    | 7–63, 6–3      |
| 2010 | Shingo Kunieda    | Stefan Olsson     | 6–4, 6–0       |
| 2009 | Shingo Kunieda    | Stephane Houdet   | 6–3, 3–6, 6–3  |
| 2008 | Shingo Kunieda    | Robin Ammerlaan   | 6–0, 7–65      |
| 2007 | Shingo Kunieda    | Robin Ammerlaan   | 6–3, 6–4       |

#### Femininas
| Ano  | Campeã            | Vice-campeã         | Resultado     |
| ---- | ----------------- | ------------------- | ------------- |
| 2024 | Diede de Groot    | Zhu Zhenzhen        | 4–6, 6–2, 6–3 |
| 2023 | Diede de Groot    | Yui Kamiji          | 6–2, 6–0      |
| 2022 | Diede de Groot    | Yui Kamiji          | 6–4, 6–1      |
| 2021 | Diede de Groot    | Yui Kamiji          | 6–4, 6–3      |
| 2020 | Yui Kamiji        | Momoko Ohtani       | 6–2, 6–1      |
| 2019 | Diede de Groot    | Yui Kamiji          | 6–1, 6–0      |
| 2018 | Yui Kamiji        | Diede de Groot      | 2–6, 6–0, 6–2 |
| 2017 | Yui Kamiji        | Sabine Ellerbrock   | 7–5, 6–4      |
| 2016 | Marjolein Buis    | Sabine Ellerbrock   | 6–3, 6–4      |
| 2015 | Jiske Griffioen   | Aniek van Koot      | 6–0, 6–2      |
| 2014 | Yui Kamiji        | Aniek van Koot      | 7–67, 6–4     |
| 2013 | Sabine Ellerbrock | Jiske Griffioen     | 6–3, 3–6, 6–1 |
| 2012 | Esther Vergeer    | Aniek van Koot      | 6–0, 6–0      |
| 2011 | Esther Vergeer    | Marjolein Buis      | 6–0, 6–2      |
| 2010 | Esther Vergeer    | Sharon Walraven     | 6–0, 6–0      |
| 2009 | Esther Vergeer    | Korie Homan         | 6–2, 7–5      |
| 2008 | Esther Vergeer    | Korie Homan         | 6–2, 6–2      |
| 2007 | Esther Vergeer    | Florence Gravellier | 6–3, 5–7, 6–2 |

#### Tetraplégicas
| Ano  | Campeão      | Vice-campeão   | Resultado           |
| ---- | ------------ | -------------- | ------------------- |
| 2024 | Guy Sasson   | Sam Schröder   | 6–2, 3–6, 7–6(10–7) |
| 2023 | Niels Vink   | Sam Schröder   | 3–6, 6–4, 6–4       |
| 2022 | Niels Vink   | Sam Schröder   | 6–4, 7–68           |
| 2021 | Dylan Alcott | Sam Schröder   | 6–4, 6–2            |
| 2020 | Dylan Alcott | Andy Lapthorne | 6–2, 6–2            |
| 2019 | Dylan Alcott | David Wagner   | 6–2, 4–6, 6–2       |

### Duplas

#### Masculinas
| Ano  | Campeões                          | Vice-campeões                         | Resultado         |
| ---- | --------------------------------- | ------------------------------------- | ----------------- |
| 2024 | Alfie Hewett Gordon Reid          | Takuya Miki Tokito Oda                | 6–1, 6–4          |
| 2023 | Alfie Hewett Gordon Reid          | Martín de la Puente Gustavo Fernández | 7–69, 7–5         |
| 2022 | Alfie Hewett Gordon Reid          | Gustavo Fernández Shingo Kunieda      | 7–65, 7–65        |
| 2021 | Alfie Hewett Gordon Reid          | Stéphane Houdet Nicolas Peifer        | 6–3, 6–0          |
| 2020 | Alfie Hewett Gordon Reid          | Gustavo Fernández Shingo Kunieda      | 7–64, 1–6, [10–3] |
| 2019 | Gustavo Fernández Shingo Kunieda  | Stéphane Houdet Nicolas Peifer        | 2–6, 6–2, [10–8]  |
| 2018 | Stéphane Houdet Nicolas Peifer    | Frédéric Cattaneo Stefan Olsson       | 6–1, 7–65         |
| 2017 | Stéphane Houdet Nicolas Peifer    | Alfie Hewett Gordon Reid              | 6–4, 6–3          |
| 2016 | Shingo Kunieda Gordon Reid        | Michaël Jeremiasz Stefan Olsson       | 6–3, 6–2          |
| 2015 | Shingo Kunieda Gordon Reid        | Gustavo Fernández Nicolas Peifer      | 6–1, 7–61         |
| 2014 | Joachim Gérard Stéphane Houdet    | Gustavo Fernández Nicolas Peifer      | 4–6, 6–3, [11–9]  |
| 2013 | Stéphane Houdet Shingo Kunieda    | Gordon Reid Ronald Vink               | 3–6, 6–4, [10–6]  |
| 2012 | Frederic Cattaneo Shingo Kunieda  | Michaël Jeremiasz Stefan Olsson       | 3–6, 7–63, [10–6] |
| 2011 | Shingo Kunieda Nicolas Peifer     | Robin Ammerlaan Stefan Olsson         | 6–2, 6–3          |
| 2010 | Stéphane Houdet Shingo Kunieda    | Robin Ammerlaan Stefan Olsson         | 6–0, 5–7, [10–8]  |
| 2009 | Stéphane Houdet Michaël Jeremiasz | Robin Ammerlaan Maikel Scheffers      | 6–2, 7–5          |
| 2008 | Shingo Kunieda Maikel Scheffers   | Robin Ammerlaan Ronald Vink           | 6–2, 7–5          |
| 2007 | Stéphane Houdet Michaël Jeremiasz | Shingo Kunieda Satoshi Saida          | 7–64, 6–1         |

#### Femininas
| Ano  | Campeãs                        | Vice-campeãs                          | Resultado          |
| ---- | ------------------------------ | ------------------------------------- | ------------------ |
| 2024 | Diede de Groot Aniek van Koot  | Yui Kamiji Kgothatso Montjane         | 66–7, 7–62, [10–4] |
| 2023 | Yui Kamiji Kgothatso Montjane  | Diede de Groot María Florencia Moreno | 6–2, 6–3           |
| 2022 | Diede de Groot Aniek van Koot  | Yui Kamiji Kgothatso Montjane         | 7–65, 1–6, [10–8]  |
| 2021 | Diede de Groot Aniek van Koot  | Yui Kamiji Jordanne Whiley            | 6–3, 6–4           |
| 2020 | Diede de Groot Aniek van Koot  | Yui Kamiji Jordanne Whiley            | 7–62, 3–6, [10–8]  |
| 2019 | Diede de Groot Aniek van Koot  | Marjolein Buis Sabine Ellerbrock      | 6–1, 6–1           |
| 2018 | Diede de Groot Aniek van Koot  | Marjolein Buis Yui Kamiji             | 6–1, 6–3           |
| 2017 | Marjolein Buis Yui Kamiji      | Jiske Griffioen Aniek van Koot        | 6–3, 7–5           |
| 2016 | Yui Kamiji Jordanne Whiley     | Jiske Griffioen Aniek van Koot        | 6–4, 4–6, [10–6]   |
| 2015 | Jiske Griffioen Aniek van Koot | Yui Kamiji Jordanne Whiley            | 7–61, 3–6, [10–8]  |
| 2014 | Yui Kamiji Jordanne Whiley     | Jiske Griffioen Aniek van Koot        | 7–63, 3–6, [10–8]  |
| 2013 | Jiske Griffioen Aniek van Koot | Sabine Ellerbrock Sharon Walraven     | 6–2, 6–3           |
| 2012 | Marjolein Buis Esther Vergeer  | Sabine Ellerbrock Yui Kamiji          | 6–0, 6–1           |
| 2011 | Esther Vergeer Sharon Walraven | Jiske Griffioen Aniek van Koot        | 5–7, 6–4, [10–5]   |
| 2010 | Daniela Di Toro Aniek van Koot | Esther Vergeer Sharon Walraven        | 3–6, 6–3, [10–4]   |
| 2009 | Korie Homan Esther Vergeer     | Annick Sevenans Aniek van Koot        | 6–2, 6–3           |
| 2008 | Jiske Griffioen Esther Vergeer | Korie Homan Sharon Walraven           | 6–4, 6–4           |
| 2007 | Maaike Smit Esther Vergeer     | Florence Gravellier Mie Yaosa         | 6–1, 6–4           |

#### Tetraplégicas
| Ano  | Campeões                       | Vice-campeões                | Resultado         |
| ---- | ------------------------------ | ---------------------------- | ----------------- |
| 2024 | Sam Schröder Niels Vink        | Andy Lapthorne Guy Sasson    | 7–69, 6–1         |
| 2023 | Andy Lapthorne Donald Ramphadi | Heath Davidson Robert Shaw   | 1–6, 6–2, [10–3]  |
| 2022 | Sam Schröder Niels Vink        | Heath Davidson Ymanitu Silva | 6–2, 6–2          |
| 2021 | Andy Lapthorne David Wagner    | Dylan Alcott Sam Schröder    | 7–61, 4–6, [10–7] |
| 2020 | Sam Schröder David Wagner      | Dylan Alcott Andy Lapthorne  | 4–6, 7–5, [10–8]  |
| 2019 | Dylan Alcott David Wagner      | Ymanitu Silva Koji Sugeno    | 6–3, 6–3          |